# وال بیسگلیو
وال بیسگلیو (به انگلیسی: Val Bisoglio) (زادهٔ ۷ مهٔ ۱۹۲۶ – درگذشتهٔ ۱۸ اکتبر ۲۰۲۱) بازیگر آمریکایی بود.
از فیلم‌های معروف او می‌توان به بازی در فیلم بچه فریسکو اشاره کرد.